# Kad Merad
Kad Merad, właściwie Kaddour Merad (ur. 27 marca 1964 w Sidi Bel Abbes, w Algierii) – komik, aktor i reżyser francuski pochodzenia algierskiego.

## Życiorys
Syn Algierczyka i Francuzki, dzieciństwo spędził w Balbigny (departament Loire) i Ris-Orangis w departamencie Essonne w regionie paryskim. W młodości grał w rugby oraz w kilku zespołach rockowych (Les Cravat's, Hystéresis, Gigolo's brothers). Aktorstwo odkrywał w szkole na lekcjach języka hiszpańskiego, grając Garcia Lorcę. W 1991 zatrudnił się w paryskim radio rockowym Ouï FM, gdzie poznał Oliviera Baroux. W duecie z Baroux stworzył program radiowy Le Rock'n'roll circus. 
Po kilku epizodach wystąpił w 2003 w filmie Mais qui a tué Pamela Rose? w reżyserii Érica Lartigau, do którego scenariusz współtworzył Olivier Baroux. W 2007 został nagrodzony Cezarem za najlepszą rolę drugoplanową, za występ w filmie Je vais bien, ne t'en fais pas w reżyserii Philippe'a Lioret. W 2008 wcielił się w rolę Philippe'a Abramsa w filmie Jeszcze dalej niż Północ, który jest najbardziej dochodowym filmem w historii francuskiego box office.
Po sukcesie z Jeszcze dalej niż Północ grał w kilku komediach, które odniosły sukces kasowy (ponad milion sprzedanych biletów) jak Safari, R.T.T. oraz L'Italien (z wyjątkiem Protéger & Servir).
Jego życiową partnerką od 1992 jest pisarka Emmanuelle Cosso.

## Filmografia
- 2001: La Stratégie de l'échec jako Mr. Golden

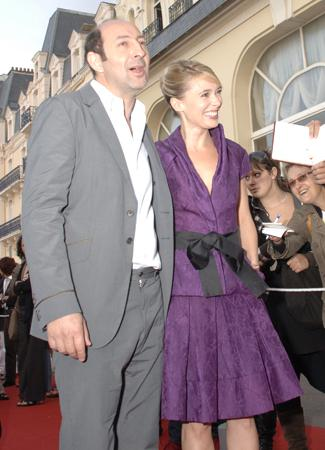
Kad Merad z Anne Marivin

- 2001: La Grande Vie ! jako Le motard
- 2003: Bloody Christmas jako L'homme
- 2003: Le Pharmacien de garde jako Le médecin légiste
- 2003: La Beuze jako dyrektor Pacific Recordings
- 2003: Mais qui a tué Pamela Rose ? jako Richard Bullit
- 2003: Rien que du bonheur jako Pierre
- 2003: Les Clefs de bagnole jako Un comédien qui refuse de tourner avec Laurent
- 2004: Les Choristes jako Chabert
- 2004: Monde extérieur jako Bertrand
- 2004: Les Dalton jako Le prisonnier mexicain
- 2005: Iznogoud jako Le génie Ouzmoutousouloubouloubombê
- 2005: Propriété commune jako Martin
- 2005: Les Oiseaux du ciel jako L'oncle de Tango
- 2006: Un ticket pour l'espace jako Cardoux
- 2006: Je vais bien, ne t'en fais pas jako Paul Tellier
- 2006: J'invente rien jako Paul Thalman
- 2006: Les Irréductibles jako Gérard Mathieu
- 2006: Essaye-moi jako Vincent
- 2007: Je crois que je l'aime jako Rachid
- 2007: La Tête de maman jako Jacques Charlot
- 2007: Pur Week-end jako Frédéric Alvaro
- 2007: Trois amis jako Baptiste « Titi » Capla
- 2007: Ce soir je dors chez toi jako Jacques
- 2008: Jeszcze dalej niż Północ jako Philippe Abrams
- 2008: Modern Love jako Le masseur d'Éric
- 2008: Faubourg 36 jako Jacky
- 2008: Mes stars et moi jako Robert Pelage
- 2009: Safari jako Richard Dacier
- 2009: Après l'océan jako Oncle de Tango
- 2009: Le Petit Nicolas jako ojciec Mikołajka
- 2009: R.T.T. jako Arthur
- 2010: Protéger et Servir jako Michel Boudriau
- 2010: L'Immortel jako Tony Zacchia
- 2010: L'Italien jako Mourad Ben Saoud / Dino Fabbrizi
- 2011: La Fille du puisatier jako Félipe Rambert
- 2011: Monsieur Papa jako Robert Pique
- 2011: Les Tuche jako Le poissonnier
- 2011: La Nouvelle Guerre des boutons jako le père de Lebrac
- 2012: JC... Comme Jésus Christ jako la star
- 2012: Superstar jako Martin Kazinski
- 2012: Mais qui a retué Pamela Rose ? jako Richard Bullit
- 2013: Zdarzyło się w Saint-Tropez (Des gens qui s'embrassent) jako Roni Melkowich
- 2013: Le grand méchant loup
- 2014: Przychodzi facet do lekarza (Supercondriaque) jako Dr Dimitri Zvenka
- 2018: Szukając misia (Le Doudou) jako Michel Barré

## Nagrody
- 2007: Cezar dla najlepszego aktora w roli drugoplanowej za Je vais bien, ne t'en fais pas.